# Cranistus macilentus
Cranistus macilentus är en insektsart som först beskrevs av Henri Saussure 1878.  Cranistus macilentus ingår i släktet Cranistus och familjen syrsor. Inga underarter finns listade i Catalogue of Life.